# Similaria
Similaria Prószynski, 1992 è un genere di ragni appartenente alla famiglia Salticidae.

## Distribuzione
L'unica specie oggi nota di questo genere è stata rinvenuta in India.

## Tassonomia
A giugno 2011, si compone di una specie:
- Similaria enigmatica Prószynski, 1992[2] — India